# Филологический факультет Уральского государственного университета
Департамент филологии УГИ УрФУ (бывш. Филологический факультет УрГУ) — учебное подразделение Института гуманитарных наук и искусств УрФУ, которое даёт фундаментальную подготовку в области филологии и позволяет получить государственный диплом о высшем образовании, одно из самых авторитетных учебных подразделений филологического профиля.
C 2011 года факультет (в статусе департамента) входит в состав Уральского гуманитарного института УрФУ.

## История
Филологический факультет УрГУ был создан в 1940 году. Организацией факультета занимался назначенный исполняющим обязанности декана не существовавшего тогда ещё подразделения Иван Алексеевич Дергачёв.
В начале сороковых годов филологический факультет на некоторое время был объединен с историческим (деканом историко-филологического факультета был назначен П. А. Вовчок, с 15 августа 1940 года исполнявший обязанности заведующего кафедрой русского языка и общего языкознания). Преподавателей-филологов было всего 15 человек. Они работали на трех кафедрах: кафедре русского языка и общего языкознания, кафедре русской литературы и кафедре западной литературы.
Подготовку по классической филологии вели В. Д. Миронов, доц. А. И. Виноградов, Г. И. Эбергарт, доц. П. А. Шуйский (публикация его перевода «Одиссеи» принесла Шуйскому премию университета, а кафедре известность в научных кругах). Во главе языковедов стоял доц. П. А. Вовчок, учившийся в Ленинграде у С. П. Обнорского и Л. В. Щербы, знавший несколько языков и занимавшийся в Уральском университете практически всеми разделами русистики. В военные годы на факультете работали проф. В. Н. Ярцева, специалист по истории английского языка и германистике (позже она была избрана членом-корреспондентом АН СССР), доц. А. П. Громова, специализировавшаяся по истории русского языка и владевшая карельским, польским, чешским, немецким, финским и другими языками. Диалектологическое направление развивал проф. А. П. Георгиевский, занимавшийся полевыми исследованиями уральских диалектов и участвовавший в создании диалектологического атласа России. На протяжении почти двадцати лет кафедрой русской и зарубежной литературы заведовал доц. В. В. Кусков, блестящий знаток древнерусской литературы, организатор первых археографических экспедиций на Урале (позднее профессор МГУ, автор классического учебника по древнерусской литературе). Развитие литературоведения также связано с именами проф. И. А. Дергачева (тогда молодого преподавателя, ставшего позже классиком литературоведческой регионалистики), доц. Л. Г. Барага (специалиста по древнерусской литературе), проф. Л. П. Гроссмана (пушкиноведа), проф. Н. Н. Арденса (специалиста по творчеству Л. Н. Толстого), П. Г. Богатырева (известнейшего в Европе фольклориста), доц. М. Г. Китайника (также фольклориста, организатора фольклорных экспедиций на Урале). Долгое время с факультетом сотрудничал известный уральский писатель П. П. Бажов. Позднее школу русистики возглавила профессор Э. В. Кузнецова (известный специалист в области лексикологии и лексикографии), ученики которой продолжают работать и сегодня. Большие научные достижения связаны с деятельностью профессора, члена-корреспондента РАН А. К. Матвеева — крупнейшего специалиста в области субстратной топонимии, организатора топонимических и диалектологических экспедиций на севере России и на Урале; созданный им коллектив является одной из наиболее авторитетных в Европе научных школ в области ономастики.
С 2011 в связи с реорганизацией УрГУ факультет вошел в состав УрФУ в статусе департамента. C 2017 года факультет в статусе департамента входит в состав Уральского гуманитарного института (УГИ) Уральского федерального университета им. первого Президента России Б. Н. Ельцина. В настоящее время факультет ведет подготовку по следующим направлениям:
- 45.03.01, 45.04.01 Филология (бакалавриат, магистратура)
- 45.03.03, 45.04.03 Теоретическая и прикладная лингвистика (бакалавриат, магистратура)
- 45.04.04 Интеллектуальные системы в гуманитарной среде (магистратура)
- 40.05.03 Судебная экспертиза (специалитет)
- 42.03.01 Реклама и связи с общественностью (прикладной бакалавриат)

На факультете работают кафедры:
- Кафедра русской и зарубежной литературы (зав. кафедрой — доц. Л. А. Назарова);
- Кафедра русского языка, общего языкознания и речевой коммуникации (зав. кафедрой — проф., член-корр. РАН Е. Л. Березович);
- Кафедра фундаментальной и прикладной лингвистики и текстоведения (зав. кафедрой — проф. М. Ю. Мухин);
- Кафедра германской филологии (зав. кафедрой — проф. О. В. Томберг).

Научно-образовательные подразделения:
- Топонимическая лаборатория;
- Лаборатория компьютерной лексикографии;
- НОЦ «Цифровая гуманитаристика».

## Деканы
- Дергачёв Иван Алексеевич (1940)
- Вовчок Павел Акимович (1941—1944)
- Шептаев Леонид Семенович (1944—1947)
- Кругляшова Вера Петровна (1963—1966)
- Субботин Александр Сергеевич (1967—1974)
- Щенников Гурий Константинович (1974—1977, 1983—1988)
- Мешков, Юрий Анатольевич (1977—1983)
- Щенников Гурий Константинович (1974—1977, 1983—1988)
- Блажес Валентин Владимирович (1988—2004)
- Гудов Валерий Александрович (2004—2017)
- Плотникова Анна Михайловна (с 2017)

## Научная деятельность
Основные направления научных исследований, получивших широкое признание:
- Топонимика, ономастика, этнолингвистика (профессор, член-корр. РАН А. К. Матвеев, проф., член-корр. РАН Е. Л. Березович, проф. М. Э. Рут, проф. Т. Н. Дмитриева, проф. Н. В. Кабинина);
- Лексикология и лексикография (проф. Л. Г. Бабенко, проф. Г. Н. Плотникова, проф. О. А. Михайлова, проф. Ю. В. Казарин, проф. проф. Н. А. Дьячкова, проф. А. М. Плотникова, проф. М. Ю. Мухин);
- Теория текста (проф. Л. Г. Бабенко, проф. Ю. В. Казарин, проф. Н. А. Купина, проф. Т. В. Матвеева);
- Стилистика и риторика (проф. Н. А. Купина, проф. Т. В. Матвеева проф. И. Т. Вепрева, проф. И. Н. Борисова, проф. Т. В. Ицкович;
- Теория художественного стиля (проф. В. В. Эйдинова, проф. И. Е. Васильев, проф. Ю. В. Матвеева);
- Русская классическая литература (проф. И. А. Дергачев, проф. Г. К. Щенников, проф. Е. К. Созина, проф. Е. Е. Приказчикова, проф. О. В. Зырянов, проф. Л. П. Щенникова);
- Литература и книжная культура Урала XVI—XXI вв. (проф. В. В. Кусков, проф. В. В. Блажес, проф. В. П. Кругляшова, проф. Л. С. Соболева, проф. М. А. Литовская, проф. Л. П. Быков, проф. Е. К. Созина, проф. Е. Е. Приказчикова, проф. О. В. Зырянов);
- Современный литературный процесс (проф. А. С. Субботин, проф. Л. П. Быков, проф. М. А. Литовская, проф. Т. А. Снигирева, проф. Ю. А. Мешков, проф. Н. А. Купина).

Совместно с Институтом русского языка им. В. В. Виноградова РАН факультет издает авторитетный научный журнал «Вопросы ономастики». Совместно с историческим факультетом УрФУ издается журнал «Quaestio Rossica». Постоянно работают две экспедиции: фольклорная и топонимическая. 
Факультет имеет два диссертационных совета по специальностям: 
- 5.9.1. Русская литература и литературы народов Российской Федерации;
- 5.9.3. Теория литературы;
- 5.9.5. Русский язык. Языки народов России;
- 5.9.8. Теоретическая, прикладная и сравнительно-сопоставительная лингвистика.

## Фотогалерея
- День филолога-2005. Стоят (слева направо): доц. А. А. Фомин, доц. А. В. Маркин, доц. Д. Р. Шарафутдинов, проф. О. В. Зырянов, проф. Л. П. Быков, доц. А. В. Подчиненов, доц. В. А. Гудов.
- Студенты и преподаватели празднуют День филолога-2005 на базе отдыха «Изумрудный берег». В центре с мячом — декан филологического факультета доц. В. А. Гудов.
- Круглый стол «Актуальность филологического образования на современном рынке труда», 21 ноября 2006 г. На переднем плане проф. Л. П. Быков, проф. М. Э. Рут.
- День Кафедры риторики и стилистики. Торжественное посвящение в стилисты и риторы. 8 декабря 2006 г. Студенты кафедры.
- День Кафедры риторики и стилистики. Торжественное посвящение в стилисты и риторы. 8 декабря 2006 г. Студенты кафедры.
- День Филолога-первокурсника-2006. Капустник, 21 ноября 2006 г. Доц. Ю. Б. Пикулева.
- День Филолога-первокурсника-2006. Капустник, 21 ноября 2006 г.
- День Филолога-2005, «Изумрудный берег», апрель 2005 г. Конкурс поэтов и критиков. Совещание жюри. В центре проф. Л. П. Быков и лектор из Франции Мирием Лелонг.